# Kerta
För andra betydelser, se Kerta (olika betydelser).
Kerta är en ort (by) i provinsen Veszprém i västra Ungern. Orten har 503 invånare (2024), på en yta av 15,46 km². Den ligger cirka 22,5 kilometer nordväst om Ajka.